# 源政長
源 政長（みなもと の まさなが）は、平安時代中期から後期にかけての貴族・雅楽家。宇多源氏、参議・源資通の三男。権大納言・源経長の養子。官位は正四位下・内蔵頭。

## 経歴
寛徳2年（1045年）後冷泉天皇の即位後まもなく昇殿を聴される。康平4年（1061年）頃に近衛少将に任ぜられるが、康平7年（1064年）に左少将を止められて民部権大輔に遷る。
のち、後三条朝末まで10年ほど民部権大輔を務め、延久5年（1073年）後三条天皇の四天王寺・住吉神社行幸の折に笙を吹いている。
白河朝の承暦2年（1078年）頃に若狭守に任ぜられるが、遙任であったとみられる。堀河朝の寛治元年（1088年）頃より刑部卿を務め、堀河天皇の侍読となって天皇に笛を教授した。その後、内蔵頭に任ぜられ備中守を兼ねている。
永長2年（1097年）閏1月4日に卒去。享年60。最終官位は正四位下行内蔵頭兼備中守。烏丸姉小路にあった邸宅は死後高階能遠に渡ったが、康和4年（1102年）に焼亡している。なお、この他に八条に水閣を所有していたとされる。

## 人物
宇多源氏の神楽・郢曲を父・資通より学んで笛・和琴・琵琶に通じ、それを子息の有賢や刑部卿・藤原敦兼らに伝えた。多くの儀式行事で笛を担当。『続教訓抄』では「左右なき管弦者」と称された。堀河天皇にもこれを教え、常に天皇の傍にいるようであったという。琵琶においても、承暦年間に「琵琶の明匠」として、源経信や藤原宗俊らと共に召されている。同じ頃、白河天皇中宮賢子の大原野行啓の試楽において太鼓をうったが、一拍子も誤らなかったという。また、和歌や蹴鞠もよくしたらしい。

## 官歴
- 天喜4年（1056年） 4月30日：見筑前守[6]
- 時期不詳：正五位下?[7]
- 康平4年（1061年） 9月21日：見左近衛少将[8]
- 康平6年（1063年）頃：兼備中守?[9]
- 康平7年（1064年） 3月4日?：民部権大輔、止左少将[7]
- 延久5年（1073年） 2月：見民部権大輔[2]
- 承暦2年（1078年） 日付不詳：見若狭守[10]
- 寛治元年（1087年） 11月21日：見刑部卿[11]
- 寛治5年（1091年） 正月28日：備中守[12]
- 寛治7年（1093年） 12月27日：見内蔵頭正四位下[11]
- 永長2年（1097年） 閏正月4日：卒去（正四位下行内蔵頭兼備中守）

## 系譜
- 父：源資通
- 母：源頼光の娘[1]
- 妻：藤原経季の娘(?-1095)
  - 次男：源有賢(1070-1139)
- 妻：藤原憲房の娘
  - 長男：源忠政(1062-1119)
- 生母不明の子女
  - 男子：覚珍
  - 男子：兼覚
  - 男子：長増
  - 女子：白河天皇後宮
  - 女子：源師忠室
  - 女子：輔仁親王妃